# كفر دونين
كفردونين هي إحدى القرى اللبنانية الجنوبية من قرى قضاء بنت جبيل في محافظة النبطية.

## الموقع
- تبعد كفردونين 102 كلم عن بيروت عاصمة لبنان.
- ترتفع عن سطح البحر حوالي 580 م.
- أبرز القرى المحاذية لكفردونين هي الشهابية، دير كيفا، قلويه، خربة سلم، دير انطار والمجادل.

## السكان
عدد سكان القرية يبلغ حوالي 6000 نسمة ويقطنها في الشتاء حوالي 1500 نسمة.

## المساحة
تبلغ مساحة كفردونين 763 هكتاراً أي 7.63 كلم2.

## المجلس البلدي
يتألف مجلسها البلدي من 15 عضو .

## الشهداء
- حسين علي صبح
- قاسم محمد صبح
- محمود سعيد ديب
- هيثم محمد فقيه
- محمد حسين بركات

## المؤسسات الموجودة
- مسجد الضيعة الأساسي في الساحة العامة.
- مسجد السهلة.
- النادي الحسيني للرجال.
- النادي الحسيني للنساء.
- مركز بلدية كفردونين.
- مستوصف بلدية كفردونين يداوم فيه أطباء صحة وجلد وقلب وغيرهم إضافة إلى عيادة طب الأسنان.
- مركز نادي كفردونين الرياضي الاجتماعي وفيه ملعب كرة سلة وكرة يد.
- الحديقة العامة (بلدية كفردونين).
- حديقة الساحة (بلدية كفردونين).
- المدرسة الرسمية وفيها صفوف لغاية الأول متوسط.
- مدرسة الأخضر العربي : مدرسة خاصة ثانوية.
- معهد الأخضر العربي الفني (خاص).
- ملعب كفردونين البلدي (بلدية كفردونين) لكرة القدم.
- ملعب الميني فوتبول البلدي (بلدية كفردونين).

## الهيئات والجمعيات
إضافة إلى المجلس البلدي، يوجد فيها نادي رياضي باسم نادي كفردونين الرياضي إضافة إلى لجنة مسجد كفردونين الناشطة في المجالات الدينية والاجتماعية والتربوية وكل ما يهم أبناء البلدة.

## وصلات خارجية
http://www.kfardounine.org/ موقع بلدة كفردونين]